# Siniša Zlatković
Siniša Zlatković (28. ledna 1924 Smederevo) je bývalý jugoslávský fotbalista srbského původu. Byl členem výpravy na MS 1950, ale na MS si nezahrál. Je posledním žijícím členem jugoslávské výpravy na MS 1950. Zlatković za Jugoslávii nenasbíral ani žádný reprezentační start. Mezi lety 1947 a 1950 hrál za tým Naša Krila Zemun. V letech 1951 až 1955 hrál za CZ Bělehrad. Za Crvenou Zvezdu odehrál 72 zápasů a vstřelil 5 gólů.